# Сусловська сільська рада (Бірський район)
Су́словська сільська рада (рос. Сусловский сельский совет) — муніципальне утворення у складі Бірського району Башкортостану, Росія. Адміністративний центр — село Суслово.

## Населення
Населення — 1378 осіб (2019, 1523 у 2010, 1385 у 2002).

## Склад
До складу поселення входять такі населені пункти:
| Населений пункт     | Населення, осіб (2002) | Населення, осіб (2010) |
| ------------------- | ---------------------- | ---------------------- |
| Демидовський, хутір | 0                      | 10                     |
| Десяткино, село     | 25                     | 42                     |
| Малосухоязово, село | 623                    | 607                    |
| Суслово, село       | 556                    | 647                    |
| Шестиково, село     | 181                    | 217                    |